# Arsenia (Siebriakowa)
Arsenia, imię świeckie Anna Michajłowna Siebriakowa (ur. 3 lipca 1833 w obwodzie Wojska Dońskiego, zm. 3 sierpnia 1905 w Sarowie) – rosyjska mniszka i święta prawosławna.

## Życiorys
Pochodziła z rodziny zamożnego właściciela ziemskiego. Wychowywała się w duchu głęboko religijnym. W wieku szesnastu lat oznajmiła rodzicom, iż zamiast wychodzić za mąż, zamierza wstąpić do monasteru, zaś rok później została posłusznicą w monasterze Przemienienia Pańskiego w Ust'-Miedwiedickoj (ob. Sierafimowicz). W 1854 została postrzyżona w riasofor, przyjmując imię zakonne Arsenia, zaś pięć lat później złożyła wieczyste śluby mnisze, zachowując imię otrzymane przy pierwszych postrzyżynach. W monasterze wykonywała różne obowiązki, m.in. pisała ikony. W 1862 została dziekanką monasteru. Dwa lata później otrzymała godność ihumeni i została przełożoną monasteru. 
Z inicjatywy ihumeni Arsenii przy monasterze otwarta została czteroklasowa szkoła żeńska, gdzie mniszka osobiście prowadziła lekcje geografii i historii. Również dzięki jej staraniom w kompleksie klasztornym odnowiono sobór Przemienienia Pańskiego oraz refektarz i zbudowano nową cerkiew Kazańskiej Ikony Matki Bożej oraz nowe budynki mieszkalne dla mniszek i kapelanów wspólnoty. Arsenia założyła skit św. Marii Egipcjanki w stanicy Uriupińskiej, filię monasteru. W 1874 Arsenia, naśladując św. Antoniego Pieczerskiego, zaczęła osobiście kopać pieczary, by utworzyć na terenie monasteru jeszcze jedną, podziemną świątynię. Zmarła w 1905 w monasterze w Sarowie z powodu choroby, nie dokończywszy budowy. Została pochowana w macierzystym klasztorze w cerkwi św. Arseniusza, dolnej świątyni soboru Przemienienia Pańskiego.

## Kult
Nieformalny kult Arsenii pojawił się krótko po jej śmierci. Z postacią ihumeni związanych jest ok. 150 świadectw o uzdrowieniach, z czego 65 dotyczących wyleczenia kobiet z bezpłodności.
O kanonizacji ihumenii Arsenii zdecydował Święty Synod Rosyjskiego Kościoła Prawosławnego na posiedzeniu w dniu 21 października 2016, zaś uroczystość kanonizacji odbyła się 13 listopada 2016 w monasterze, z którym związana była święta, pod przewodnictwem metropolity wołgogradzkiego i kamyszyńskiego Germana, z udziałem arcybiskupa elisteńskiego i kałmuckiego Justyniana, biskupów bałaszowskiego i rtiszczewskiego Tarazjusza, uriupińskiego i nowoannińskiego Elizeusza, kałaczowskiego i pałłasowskiego Jana oraz borisoglebskiego i buturlinowskiego Sergiusza, a ponadto duchownych rosyjskich, ukraińskich, gruzińskich i greckich. Wspomnienie liturgiczne Arsenii wypada w dniu jej śmierci.